# جاك ريس
جاك ريس (بالإنجليزية: Jack Reis)‏ هو لاعب كرة قاعدة أمريكي، ولد في 14 يونيو 1891 في Carthage, Cincinnati ‏ في الولايات المتحدة، وتوفي في 20 يوليو 1939 في سينسيناتي في الولايات المتحدة.

## وصلات خارجية
- جاك ريس على موقعبيزبول رفرنس.كوم (الدوري الرئيسي) (الإنجليزية)
- جاك ريس على موقعبيزبول رفرنس.كوم (الدوري الثانوي) (الإنجليزية)